# Camerunia insignis
Camerunia insignis är en fjärilsart som beskrevs av Aurivillius. Camerunia insignis ingår i släktet Camerunia och familjen Eupterotidae. Inga underarter finns listade i Catalogue of Life.